# Polska Akademia Nauk Stacja Naukowa w Rzymie
Die Polska Akademia Nauk Stacja Naukowa w Rzymie (italienisch Accademia Polacca delle Scienze – Biblioteca e Centro di Studi a Roma, „Polnische Akademie der Wissenschaften – Wissenschaftliche Niederlassung Rom“) ist eine polnische Forschungseinrichtung mit Sitz in Rom. Die 1927 gegründete Einrichtung ist eine von sieben Auslandseinrichtungen der Polnischen Akademie der Wissenschaften.
Entstanden ist die Niederlassung Rom aus einer Kooperation zwischen der Polnischen Akademie der Wissenschaften und Künste mit dem Erzbistum Krakau. Zunächst mietete man zwölf Räume in einem ehemaligen Hospiz nahe der polnischen Nationalkirche San Stanislao alle Botteghe Oscure an der Via delle Botteghe Oscure. Zwar bestanden bereits seit dem Jahr 1886 mit der ersten polnischen Expeditio Romana Bestrebungen, den polnischen Forschern in Rom eine Anlaufstelle und ein Zentrum für ihre Studien zu bieten. Doch erst die Schenkung einer umfangreichen Büchersammlung durch den in Rom lebenden Historiker und Rechtswissenschaftler Józef Graf Michałowski an die polnische Akademie im Jahr 1921 führte zur Anmietung entsprechender Räumlichkeiten, um diesen Bücherbestand unterbringen zu können. Józef Michałowski leitete von 1927 bis 1946 die Bibliothek und fungierte als Direktor der Einrichtung. Im Jahr 1938 bezog das Institut neue Räumlichkeiten in einem der Palazzi Doria-Pamphilj nahe der Piazza Venezia im Vicolo Doria 2, wo es noch heute untergebracht ist.
Der Zweite Weltkrieg brachte die Aktivitäten des Instituts zum Erliegen, die Bibliothek wurde in die Vatikanische Bibliothek verlegt, um sie vor der Zerstörung zu bewahren. Nach dem Ende des Krieges stand die Bibliothek aus finanziellen Gründen unter Schutz und Verwaltung der Britischen Finanzkommission für polnische Angelegenheiten, wurde aber bereits 1946 wieder unter polnische Administration gestellt. Nach der Auflösung der Polnischen Akademie der Wissenschaften und Künste wurde sie der 1952 gegründeten Polnischen Akademie der Wissenschaften unterstellt. Im Jahr 1962 wurde sie Mitglied der Unione internazionale degli istituti di archeologia, storia e storia dell’arte in Roma und stellte mit ihrem Direktor Krztsztof Żaboklicki in den Jahren 1997–1999 und 1999–2001 deren Präsidenten.
Zu den Aufgaben der Niederlassung zählt die Entwicklung der wissenschaftlichen Zusammenarbeit zwischen Polen und Italien. Sie soll die wissenschaftlichen und persönlichen Kontakte zu italienischen Wissenschaftlern, die Mitglied der Polnischen Akademie sind, aufrechterhalten und fördern. In Italien wohnhaften polnischen Wissenschaftlern bietet sie organisatorische Unterstützung bei deren Forschungsvorhaben. Zudem unterhält sie Kontakte zu internationalen Forschungseinrichtungen und -organisationen in Italien. Insbesondere für die Bereiche der historischen und archäologischen Forschungen soll sie eigene Untersuchungen durchführen. 
Im Jahr 1956 erschien der erste Band der Reihe Conferenze, in denen die Ergebnisse der von polnischer Seite veranstalteten Konferenzen zu bestimmten Themen publiziert werden. Seit 2012 veröffentlicht die Niederlassung mit den Atti dell’Accademia Polacca eine Publikationsreihe, in der Vorträge veröffentlicht werden, die im Rahmen regelmäßiger Lesungen in der Niederlassung gehalten wurden. Ein Großteil der Publikationen steht online als PDF bereit.

## Direktoren
- Józef Michałowski (1927–1946)
- Kazimierz Bulas (1947–1950)
- Bronisława Bilińskiego (1956–1984)
- Tadeusz Rosłanowski (1984–1988)
- Tadeusz Kaczorek (1988–1991)
- Krzysztof Żaboklicki (1992–2004)
- Elżbieta Jastrzębowska (2005–2009)
- Leszek Kuk (2009–2013)
- Piotr Salwa (seit 2013)